# Turmforum

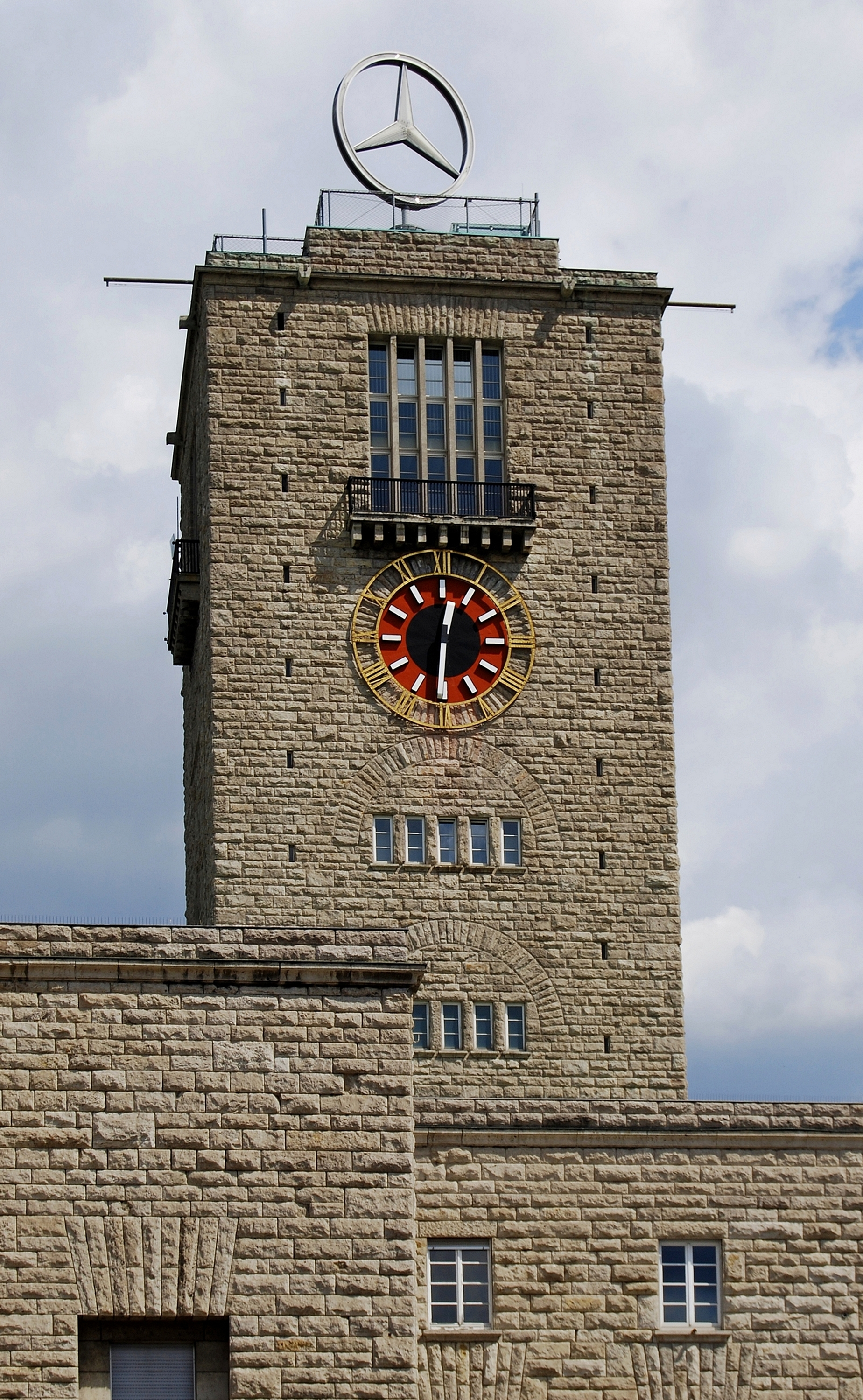
Turm des Stuttgarter Hauptbahnhofs

Als Turmforum (auch Turmforum Stuttgart 21) wurde eine Ausstellung im Turm des Stuttgarter Hauptbahnhofs bezeichnet, die für die Projekte Stuttgart 21 und Neubaustrecke Wendlingen–Ulm warb.
Die Ausstellung wurde am 16. Juni 1998 eröffnet. Es schloss am 28. Juli 2019. In der 21-jährigen Betriebszeit besuchten mehr als 4,3 Millionen die Ausstellung. Im Frühjahr 2020 sollte eine als InfoTurmStuttgart bezeichnete Nachfolgeausstellung eröffnet werden. Aufgrund der COVID-19-Pandemie in Deutschland wurde die Eröffnung zunächst auf unbestimmte Zeit verschoben und erfolgte schließlich Ende Mai 2020. In den ersten fünf Jahren besuchten rund 700.000 Menschen die Ausstellung. Es gab rund 6300 Baustellenführungen.

## Aufbau
Die Ausstellung gliederte sich in verschiedene Themenbereiche und nutzt die Ebenen 3, 5, 6 und 7 des 56 m hohen Bahnhofsturms. Auf Ebene 8 stand ein Bistro und auf Ebene 9 ein Konferenzraum zur Verfügung. Auf der Spitze des Turms lag eine Aussichtsplattform.
Der Eintritt war kostenlos.

## Geschichte

### Hintergrund
1944 brannte der Bahnhofsturm nach einem Bombardement aus und wurde nach dem Zweiten Weltkrieg provisorisch wiederhergestellt. Er diente gastronomischen Zwecken sowie als Aussichtsplattform. Vor Eröffnung des Turmforums war der Turm letztmals 1984 der Öffentlichkeit zugänglich. Er wurde geschlossen, nachdem eine Selbstmörderin von der Aussichtsplattform gesprungen war. Ab Mitte der 1980er Jahre waren verschiedene Büros der Deutschen Bahn und weiterer Unternehmen in dem Turm untergebracht.

### Planung
Ende Dezember 1996 wurden Pläne bekannt, zur Werbung für Stuttgart 21 neben einem Pavillon in der großen Schalterhalle des Stuttgarter Hauptbahnhofs auch dessen Bahnhofsturm zu öffnen. Mit einer offiziellen Entscheidung wurde bis Ende Januar 1997 gerechnet. Am 13. Januar 1997 einigten sich Bahnchef Heinz Dürr und Stuttgarts Oberbürgermeister Wolfgang Schuster darauf, das Konzept zu realisieren.
Ende Februar 1997 war die Eröffnung der Ausstellung im Bahnhofsturm für die 2. Jahreshälfte 1997 geplant. Zwischenzeitlich wollten DB und Stadt einen Verein als gemeinsame Plattform für die Öffentlichkeitsarbeit von Stuttgart 21 gründen. Ein Teil der geplanten Umbauten, darunter ein zweistöckiger gläserner Aufbau und Veränderungen an der Fassade (für mehr Tageslicht und Werbung), fanden nicht die Zustimmung der städtischen Denkmalschützer. Der Eröffnungstermin wurde von Herbst 1997 auf Ende 1997 verschoben.
Am 24. Juni 1997 billigte der Umwelt- und Technikausschuss des Stuttgarter Gemeinderats die Einrichtung des Informationszentrums, das nach damaligen Plänen Anfang 1998 eröffnet werden sollte. Das Konzept stand Ende August 1997 fest. Mit der Eröffnung wurde im März 1998 gerechnet. Der gläserne Aufbau war zwischenzeitlich ebenso verworfen worden wie der geplante Pavillon in der Großen Schalterhalle. Die Realisierung wurde vom Verein Forum Stuttgart 21, den DB und Stadt gegründet hatten, betreut. Anfang 1998 wurde mit der Eröffnung für den 21. Mai 1998 gerechnet.
Für die Ausstellung wurde der Bahnhofsturm für 2,5 Millionen DM saniert und umgebaut. Weitere 1,5 Millionen DM kostete die Ausstellung. Während die Deutsche Bahn AG die Kosten für den Bahnhofsturm allein trug, wurde die Ausstellung von DB AG und Stadt gemeinsam finanziert. Ebenfalls geteilt wurden die Betriebskosten, die zunächst mit 800.000 DM pro Jahr beziffert wurden. Neben einer Ausstellungsleiterin und zwei festangestellten Kräften beschäftigte das Turmforum Studenten, die zuvor verschiedene Stuttgart-21-Ausstellungen betreut hatten.

### Eröffnung
Eine am 15. Juni 1998 geplante Eröffnungsfeier mit Rede wurde nach dem ICE-Unfall von Eschede abgesagt. Die Ausstellung war ab 16. Juni 1998 der Öffentlichkeit zugänglich und zunächst dienstags bis sonntags von 10 bis 19 Uhr geöffnet. Das Bistro verfügte über eigene Öffnungszeiten. Ein im Turm eingerichteter Konferenzraum fasste bis zu 80 Personen und wurde für 480 DM pro Tag vermietet. Zunächst wurden drei Ausstellungsebenen und ein so genanntes Bistro 21 angeboten.

### Weitere Entwicklung
Anfang Oktober 1998 wurde die 100.000. Besucherin begrüßt. Im ersten Dreivierteljahr wurden rund 200.000 Besucher gezählt.
Bis Anfang Januar 1999 wurde unter dem Titel Der lange Weg zum Bonatz-Bahnhof eine Sonderausstellung über die Diskussion um den 1927 eröffneten Stuttgarter Hauptbahnhof gezeigt.
Bis November 2010 wurden 2,4 Millionen Besucher gezählt (bis Ende 2007: rund zwei Millionen Besucher). Laut Angaben der Deutschen Bahn wurden Mitte 2012 monatlich etwa 20.000 Besucher gezählt. Die Stadt Stuttgart beteiligt sich mit 300.000 Euro pro Jahr an der Finanzierung. Das entspricht einem Drittel der Kosten des Turmforums. Auch 2007 wurden Gesamtkosten von rund 900.000 Euro angegeben, die sich Bahn und Stadt im Verhältnis zwei zu eins teilen würden.
Die Ausstellung wurde im 1. Quartal 2013 komplett neu gestaltet und am 14. März 2013 eröffnet. Bis dahin wurden 2,8 Millionen Besucher gezählt. Die Neugestaltung der Ausstellung kostete 639.000 Euro.
Die Ausstellung besuchten im Jahr 2014 mehr als 230.000 Besucher.
Bis September 2012 wurden 2,8 Millionen Besucher gezählt. Nach eigenen Angaben zählte die Ausstellung dabei als 15.000 Besucher im Monat. 2015 wurden 245.000 Besucher und 859 Führungen im Turmforum und 468 auf den Baustellen gezählt.
Das Budget des Bahnprojekt-Vereins, der auch das Turmforum betreibt, wurde 2015 aus Mitteln der Deutschen Bahn (2,5 Millionen Euro), des Landes (600.000 Euro), der Stadt Stuttgart (300.000 Euro), der Stadt Ulm und des Flughafens Stuttgart aufgebracht. Die Stadt Stuttgart beteiligt sich in den Jahren 2016 und 2017 mit jeweils 300.000 Euro an der Finanzierung des Turmforums. Erwogen wird eine Aussichtsplattform, in die eine Ausstellung integriert werden wird. Seit 2019 sind alle Projektpartner Mitglied dieses Vereins.

#### InfoTurm Stuttgart
Das Turmforum sollte bis mindestens 2017 an seinem Standort erhalten bleiben, bevor aufgrund der Umbauarbeiten am Bonatzbau ein anderer Standort gefunden werden sollte. Erwogen wurde, das Turmforum während der Turmsanierung in eine Fläche der Landesbank LBBW zu verlegen. Im Mai 2018 wurden Überlegungen bekannt, die Ausstellung in einen Containerneubau am Rand des Baufelds des Hauptbahnhofs (bei Gleis 16) zu verlegen. Die Ausstellung soll dort rund 500 Quadratmeter umfassen. Die neue Ausstellung sollte ursprünglich Ende 2019 in Betrieb gehen und InfoTurm Stuttgart (ITS) heißen. Eine Verschiebung der Eröffnung auf Ende März 2020 konnte wegen der COVID-19-Pandemie ebenfalls nicht eingehalten werden. Die Eröffnung der Ausstellung wurde auf unbestimmte Zeit verschoben.
Die neue Ausstellung kostete rund 3,4 Millionen Euro.
Die Betreiber rechneten nach Eröffnung mit zunächst 20.000 Besuchern pro Monat.
2022 wurden mehr als 150.000 Besucher gezählt und rund 1.500 Baustellenführungen durchgeführt.